# Tipula sternata
Tipula sternata är en tvåvingeart som beskrevs av Doane 1912. Tipula sternata ingår i släktet Tipula och familjen storharkrankar. Inga underarter finns listade i Catalogue of Life.